# Kościół św. Józefa Oblubieńca Najświętszej Maryi Panny w Legionowie
Kościół świętego Józefa Oblubieńca Najświętszej Maryi Panny w Legionowie – rzymskokatolicki cywilno-wojskowy kościół parafialny należący do parafii pod tym samym wezwaniem (dekanat legionowski diecezji warszawsko-praskiej oraz parafia podporządkowana bezpośrednio Wikariuszowi Biskupiemu ds. Koordynacji Pracy Dziekanów Ordynariatu Polowego Wojska Polskiego). 

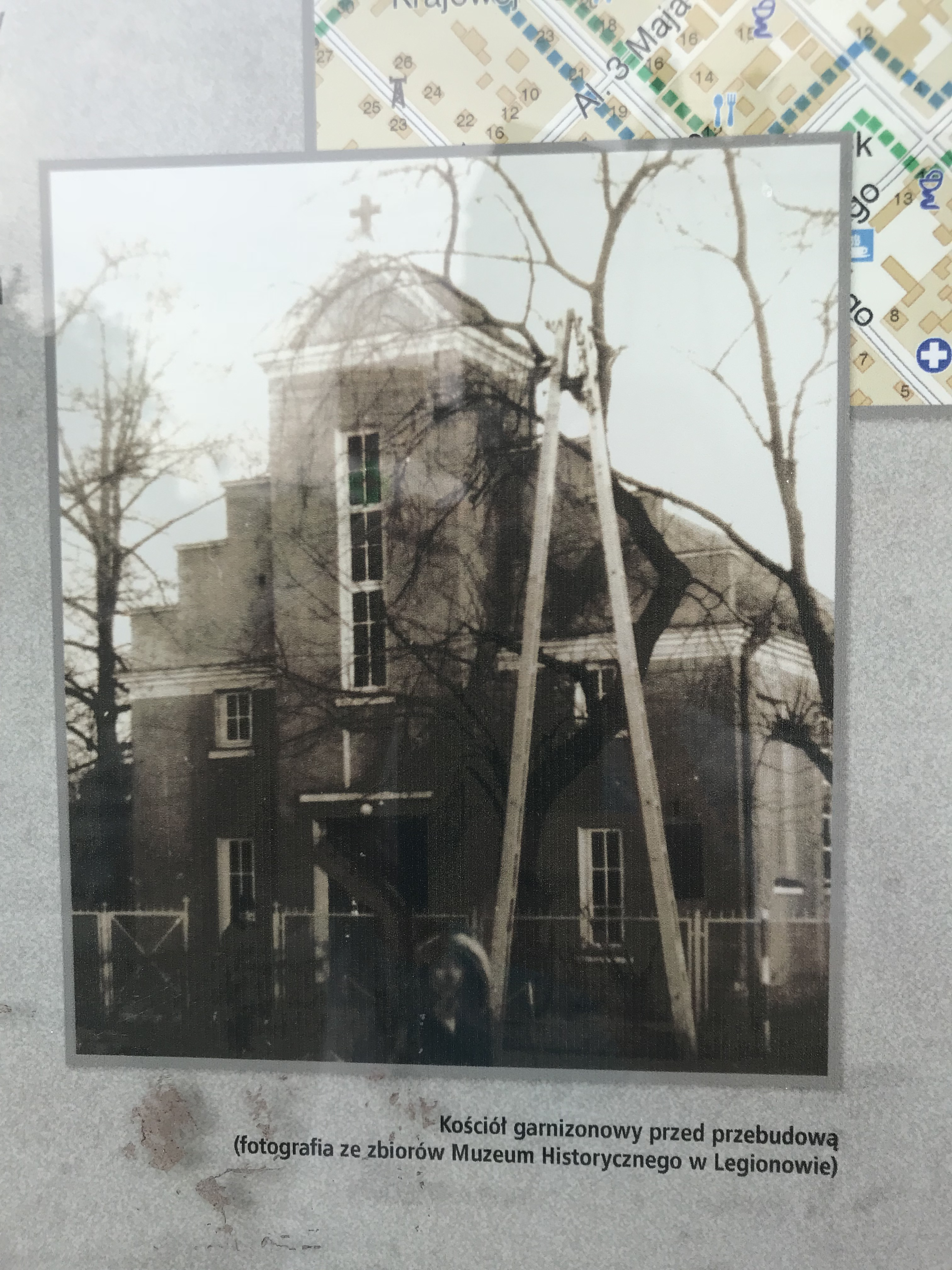
Kościół garnizonowy w Legionowie przed przebudową w latach 80. (fotografia z tablicy informacyjnej umieszczonej na świątyni}

## Historia
Kościół powstał w miejscu i z wykorzystaniem struktury wcześniejszej świątyni zbudowanej w latach 1945–1947 z inicjatywy zamieszkałego w Legionowie biskupa starokatolickiego Władysława Farona na potrzeby Kościoła Starokatolickiego. 10 listopada 1947 Gminna Rada Narodowa w Legionowie podjęła uchwałę nr 124, w której stwierdziła: „Gminna Rada Narodowa po wysłuchaniu referatu kapelana 1-ej Dywizji Warszawskiej gar. Legionowo, oraz po wyczerpującej dyskusji zważywszy że: kościół starokatolicki w Legionowie od kilku miesięcy jest nie czynny, znajduje się bez żadnej opieki i w wielkim zaniedbaniu. Kościół ten od samego początku istnienia z przyczyn bliżej nieznanych nie zjednał sobie dostatecznej ilości wiernych. Przy budowie tego kościoła prywatnego finansowania nie było – jednogłośnie uchwala przekazać ten kościół pod administrację i zarząd Wojsku Polskiemu na ręce Generalnego Dziekana wyz. rzymsko-kat. dla użytku garnizonu legionowskiego z dniem dzisiejszym”.
Proces przejęcia świątyni na potrzeby rzymskich katolików koordynował ks. Jan Mrugacz, kapelan 1. Warszawskiej Dywizji Piechoty z siedzibą w Legionowie, który funkcję rektora tego kościoła pełnił do przejścia na emeryturę w 1983. Po przejęciu od starokatolików obiekt uzyskał status kościoła garnizonowego podległego Generalnemu Dziekanatowi Wojska Polskiego. Jego poświęcenia dokonał 23 listopada 1947 generalny dziekan WP ks. płk Stanisław Warchałowski.
15 marca 1975 kardynał Stefan Wyszyński zezwolił cywilnym katolikom na korzystanie z duszpasterstwa w kościele garnizonowym.
Samodzielny ośrodek duszpasterski został erygowany w dniu 9 kwietnia 1983 roku. W kolejnym roku rozpoczęły się przygotowania i budowa nowego kościoła. Kamień węgielny, pochodzący z fundamentów klasztoru na Jasnej Górze, został poświęcony przez kardynała Józefa Glempa w październiku 1984 roku. Budowa świątyni zakończyła się w 1987 roku.
Świątynia jest ozdobiona charakterystycznym witrażem. Na samym środku gmachu kościoła znajduje się napis Bóg, Honor, Ojczyzna. Na elewacji budowli jest umieszczona tablica poświęcona rozstrzelanym przez hitlerowców 48 mieszkańcom Legionowa.